# نيكولاي كوميلشنكو (لاعب كرة قدم)
نيكولاي كوميلشنكو (بالروسية: Николай Анатольевич Комличенко)‏ هو لاعب كرة قدم روسي في مركز الوسط، ولد في 24 مارس 1973 في Plastunovskaya ‏ في روسيا. لعب مع بالتيكا كالينينغراد ونادي كوبان كراسنودار.